# Friedrich Kleim
 Friedrich „Fritz“ Kleim (* 28. Dezember 1889 in Gudensberg; † 27. Dezember 1945 in Velen) war ein deutscher Verwaltungsjurist. Als Nationalsozialist war er Bürgermeister von Soest, Oberbürgermeister von Herford und kommissarischer Landrat in Ostwestfalen.

## Politische Ämter
Kleim begann an der Universität Jena Rechtswissenschaft zu studieren. 1908 wurde er im Corps Franconia Jena recipiert. Als Inaktiver wechselte er an die Philipps-Universität Marburg. Nach den Examen und dem Vorbereitungsdienst war er zunächst Bürgermeister von Soest. Zum 1. Mai 1933 trat er in die NSDAP ein (Mitgliedsnummer 3.283.077). 1933 wurde er Oberbürgermeister der damals kreisfreien Stadt bzw. des Stadtkreises Herford im ostwestfälischen Teil der preußischen Provinz Westfalen. Seine Berufung ging maßgeblich auf den Gauleiter Alfred Meyer zurück. Vom 1. August 1933 war Kleim zunächst nur kommissarisch im Bürgermeisteramt, ab dem 22. Mai 1934 begann seine für zwölf Jahre vorgesehene Amtszeit offiziell. Sein Vorgänger im Amt des Oberbürgermeisters war Ernst Althaus, der seine erst 1928 begonnene für zwölf Jahre vorgesehene Amtszeit nach der Machtergreifung der NSDAP nicht zu Ende führen konnte. Als der Landrat des Landkreises Herford, Erich Hartmann Landrat im Landkreis Bielefeld wurde, amtierte Kleim zusätzlich von Dezember 1944 bis zum Ende des NS-Staats als kommissarischer Landrat im Landkreis Herford. Vom 1. August 1943 bis zum 30. Mai 1944 fungierte er zusammen mit Hartmann zusätzlich auch als kommissarischer Landrat im Kreis Minden. Ab 30. November 1944 übernahm der Regierungsassessor Ulrich Kleibömer vom Landratsamt Bielefeld vertretungsweise die Amtsgeschäfte im Herforder Bürgermeisteramt. Kleim wurde nach der Kapitulation der Wehrmacht im Ravensberger Land durch von der Control Commission for Germany/British Element eingesetzte Nachfolger ersetzt. Er starb in britischer Internierung. Im Amt des Oberbürgermeisters von Herford folgte ihm am 5. April 1945 kurzzeitig Heinrich Tiemann, der allerdings nach rund zwei Monaten bereits von Friedrich Holzapfel ersetzt wurde. Als Landrat des Landkreises Herford folgte ihm Friedrich von Laer.